# Греко-римская борьба на летних Олимпийских играх 1924 — свыше 82,5 кг
Соревнования по греко-римской борьбе в рамках Олимпийских игр 1924 года в тяжёлом весе (свыше 82,5 килограммов) прошли в Париже с 6 по 10 июля 1924 года в Winter Velodrome.
Для участия в соревнованиях заявились 34 спортсмена из 12 стран. Однако от каждой страны мог принять участие лишь два представителя, поэтому, с учётом двух борцов, объявленных не явившимися, титул разыгрывался между 17 борцами. Самым молодым участником был Алеардо Донати (20 лет), самым возрастным участником — Йохан Салила (39 лет).
Турнир проводился по системе с выбыванием после двух поражений. Тот круг, в котором число остававшихся борцов становилось меньше или равно количеству призовых мест, объявлялся финальным, и у борцов, участвующих в таком круге, после его проведения подсчитывалось количество побед и поражений, в зависимости от чего распределялись места. Если количество побед и поражений было одинаковым, то предпочтение отдавалось тому борцу, кто одержал больше чистых побед. Если же и их число было одинаковым, тогда предпочтение отдавалось тому борцу, кто достигал этих побед быстрее.
Фаворитами в этой весовой категории были чемпион мира 1922 года Эрнст Нильссон, чемпион мира 1921 и 1922 годов, но в полутяжёлом весе Эдиль Розенквист и ветеран, двукратный олимпийский чемпион (1912, 1920) Клас Юханссон. Однако жребий свёл Розенквиста и Нильссона в первом круге, где Розенквист победил, и в дальнейшем дошёл до финала. В финал также вышел никому не известный Анри Деглан, который во втором круге сумел победить Класа Юханссона. Эта победа была неочевидной, после 20 минут встречи судьи отдали победу Юханссону, но по протесту французской делегации, результат был отменён, и был назначен овертайм, по результатам которого победа была отдана французу, а раздосадованный Юханссон снялся с турнира. В финальной встрече Деглан победил Розенквиста. На третьем месте остался Раймунд Бадо.

## Призовые места
- Анри Деглан
- Эдиль Розенквист
- Раймунд Бадо

## Первый круг
| Поражений | Участник 1       | Результат  | Участник 2     | Поражений |
| --------- | ---------------- | ---------- | -------------- | --------- |
| 0         | Эмиль Ларсен     | По очкам   | Янис Полис     | 1         |
| 0         | Йохан Салила     | Неявка     | Марио Джуриа   | 1         |
| 0         | Люсьен Потье     | Туше 5:40  | Япп Сьоверманн | 1         |
| 0         | Клас Юханссон    | По очкам   | Отто Желки     | 1         |
| 0         | Анри Деглан      | По очкам   | Поуль Хансен   | 1         |
| 0         | Ян Синт          | Туше 12:24 | Алеардо Донати | 1         |
| 0         | Эдиль Розенквист | По очкам   | Эрнст Нильссон | 1         |
| 0         | Эдмон Дам        | По очкам   | Франц Миледер  | 1         |
| 0         | Раймунд Бадо     | Пропускал  |                |           |

## Второй круг
| Поражений | Участник 1       | Результат  | Участник 2     | Поражений |
| --------- | ---------------- | ---------- | -------------- | --------- |
| 0         | Раймунд Бадо     | Туше 11:25 | Эмиль Ларсен   | 1         |
| 1         | Янис Полис       | Туше 6:52  | Марио Джуриа   | 2         |
| 0         | Люсьен Потье     | По очкам   | Йохан Салила   | 1         |
| 1         | Отто Желки       | Туше 6:50  | Япп Сьоверманн | 2         |
| 0         | Анри Деглан      | По очкам   | Клас Юханссон* | 1         |
| 0         | Поуль Хансен     | Туше 15:00 | Ян Синт        | 1         |
| 1         | Эрнст Нильссон   | Туше 8:45  | Алеардо Донати | 2         |
| 0         | Эдиль Розенквист | По очкам   | Франц Миледер  | 2         |
| 0         | Эдмон Дам        | Пропускал  |                |           |

- снялся с соревнований

## Третий круг
| Поражений | Участник 1       | Результат                  | Участник 2   | Поражений |
| --------- | ---------------- | -------------------------- | ------------ | --------- |
| 0         | Раймунд Бадо     | Туше 3:28                  | Эдмон Дам    | 1         |
| 1         | Эмиль Ларсен     | Отказ от продолжения 14:99 | Юсси Салила  | 2         |
| 1         | Янис Полис       | По очкам                   | Люсьен Потье | 1         |
| 0         | Анри Деглан      | По очкам                   | Отто Желки   | 2         |
| 1         | Эрнст Нильссон   | По очкам                   | Поуль Хансен | 1         |
| 0         | Эдиль Розенквист | По очкам                   | Ян Синт      | 2         |

## Четвёртый круг
| Поражений | Участник 1       | Результат | Участник 2     | Поражений |
| --------- | ---------------- | --------- | -------------- | --------- |
| 0         | Эдиль Розенквист | По очкам  | Эдмон Дам      | 2         |
| 0         | Раймунд Бадо     | Неявка    | Янис Полис     | 2         |
| 1         | Эмиль Ларсен     | По очкам  | Люсьен Потье   | 2         |
| 0         | Анри Деглан      | По очкам  | Эрнст Нильссон | 2         |

## Пятый круг
| Поражений | Участник 1       | Результат | Участник 2   | Поражений |
| --------- | ---------------- | --------- | ------------ | --------- |
| 0         | Анри Деглан      | По очкам  | Раймунд Бадо | 1         |
| 0         | Эдиль Розенквист | По очкам  | Эмиль Ларсен | 2         |

## Финальный круг
| Победы | Поражения | Участник 1   | Результат | Участник 2       | Победы | Поражения |
| ------ | --------- | ------------ | --------- | ---------------- | ------ | --------- |
| 6      | 0         | Анри Деглан  | По очкам  | Эдиль Розенквист | 5      | 1         |
| 3      | 1         | Раймунд Бадо |           |                  |        |           |